# Хинц, Бруно
Бруно Хинц (нем. Bruno Hinz; 25 августа 1915, Петерсдорф, Саксония — 28 февраля 1968, Мюнхен, Бавария) — немецкий офицер войск СС, гауптштурмфюрер СС, кавалер Рыцарского креста Железного креста с Дубовыми листьями.

## Карьера
Бруно Хинц родился 25 августа 1915 года в городе Петерсдорф. Мебельщик по профессии, Бруно Хинц 1 мая 1933 года вступил в НСДАП (партийный билет № 3 095 598), а 1 октября 1936 в СС (служебное удостоверение № 313 698) и части усиления СС. Служил в 10-м штурме штандарта СС «Дойчланд».
Участвовал в Польской, Французской кампаниях и в боях на Восточном фронте.
К концу 1941 окончил юнкерское училище СС в Брауншвейге и 30 января 1942 произведён в унтерштурмфюреры СС. Служил офицером 2-й роты моторизированного полка СС «Вестланд» моторизированной дивизии СС «Викинг». За оборонительные бои во время битвы за Днепр в составе 8-й армии группы армий «Юг», Хинц 2 декабря 1943 года награждён Рыцарским крестом Железного креста. Был тяжело ранен и отправлен в госпиталь в Германию.
В 1944 переведён на Запад, где 9 марта 1944 был назначен командиром 2-й роты 38-го моторизованного полка СС 17-й моторизованной дивизии СС «Гёц фон Берлихинген».
За отличия в боях в районе Сент-Ло, Нормандия 23 августа 1944 получил Дубовые листья к Рыцарскому кресту. 9 ноября 1944 повышен до гауптштурмфюрера СС.
Ранен повторно и временно направлен в юнкерскую школу СС в Бад-Тёльце. С января 1945 снова вернулся в дивизию в качестве командира батальона. В марте попал в плен к американцам.

## Чины
- Унтерштурмфюрер СС (30 января 1942)
- Оберштурмфюрер СС (9 ноября 1943)
- Гауптштурмфюрер СС (9 ноября 1944)

## Награды
- Медаль «В память 1 октября 1938 года»
- Медаль «В память 13 марта 1938 года»
- Медаль «В память 22 марта 1939 года»
- Железный крест (1939)
  - 2-й степени (16 июня 1940)
  - 1-й степени (2 декабря 1941)
- Медаль «За зимнюю кампанию на Востоке 1941/42»
- Штурмовой пехотный знак в бронзе
- Знак «за ранение» в золоте
- Нагрудный знак «За ближний бой»" в золоте
- Немецкий крест в золоте (17 апреля 1943) — унтерштурмфюрер СС, командир 2-й роты моторизованного полка СС «Вестланд»
- Рыцарский крест Железного креста с Дубовыми листьями
  - Рыцарский крест (2 декабря 1943) — унтерштурмфюрер СС, командир 2-й роты 10-го моторизованного полка СС «Вестланд»
  - Дубовые листья (23 августа 1944) — оберштурмфюрер СС, командир 2-й роты 38-го моторизованного полка СС «Гёц фон Берлихинген»